# قلعة السليف
قلعة السليف هي إحدى القلاع العمانية التي تقع في ولاية عبري ، محافظة الظاهرة .شيدها الإمام سلطان بن سيف اليعربي . تتكون من عدة مباني ومنازل ويحيطها سور به عدة أبراج عالية ويمر أسفل القلعة فلج كما بها مسجد وبئر للمياه. وتقف شامخة فوق بلدة السليف على سفح جبل يدعى بجبل شنبوه .
وهي عباره عن حصن به سبع أبراج و أشهرها برج الريح . و يعد الحصن مقر إقامه في أغلبها لقبائل العزور والمناذره وبني لمك التي تتمركز في قرية السليف . ومعظم بيوت الحصن لأبناء قبائل العزور والمناذرة وبني لمك ومن أشهر الملاك للبيوت الأثريه فيها " بيوت المغفور لهم بإذن الله سالم بن سعيد العزري و شيخان بن سالم العزري وهلال بن محمد العزري و بدر بن سالم المنذري وعلي بن سالم المنذري وحمد بن علي المنذري وعلي بن سليمان اللمكي ومحمد بن سليمان اللمكي "